# 1961 في سوريا

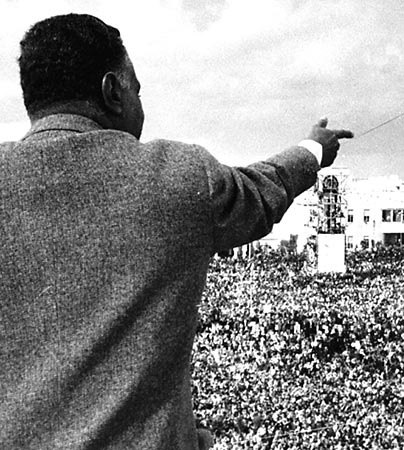
جمال عبد الناصر يتحدث إلى أهالي حمص، سوريا.

فيما يلي قوائم الأحداث التي وقعت خلال عام 1961 في سوريا.

## سياسة

### تعيين في المنصب
- 1 يناير – ناظم القدسي رئيس سوريا.

## مواليد

### يناير
- 1 يناير – رياض الأسعد
- 1 يناير – عبد القادر كردغلي لاعب كرة قدم سوري.
- 1 يناير – عصام زهر الدين عسكري سوري.
- 1 يناير – كمال سيدو
- 1 يناير – محمد حيدر زمار

### فبراير
- 1 فبراير – ياسين الحاج صالح

### أغسطس
- 1 أغسطس – عماد خميس رئيس وزراء سوريا.
- 15 أغسطس – فارس الحلو ممثل سوري.

### سبتمبر
- 1 سبتمبر – طرفة بغجاتي ناشط سوري.

### ديسمبر
- 23 ديسمبر – جورج وسوف مغني سوري.

## وفيات

### أبريل
- 24 أبريل – زكي الخطيب (مواليد 1887) سياسي سوري.

### يوليو
- 1 يوليو – نصوحي البخاري (مواليد 1881) سياسي سوري.